# 黑口平鮋
黑口平鮋，為輻鰭魚綱鮋形目鮋亞目平鮋科的其中一種，為溫帶海水魚，分布於東太平洋美國華盛頓州至墨西哥下加利福尼亞中部海域，棲息深度124-769公尺，本魚體暗紅色，在上頜上面的皮膚、嘴與鰓蓋黑色，背鰭硬棘13枚;背鰭軟條12-15枚;臀鰭硬棘3枚;臀鰭軟條6-8枚，體長可達61公分，棲息在底層水域，卵胎生，生活習性不明。